# Aichryson brevipetalum
Aichryson brevipetalum ist eine Pflanzenart aus der Gattung Aichryson in der Familie der Dickblattgewächse (Crassulaceae).

## Beschreibung

### Vegetative Merkmale
Aichryson brevipetalum wächst als einjährige, einfache oder spärlich verzweigte, dicht behaarte, krautige Pflanze und erreicht Wuchshöhen von 5 bis 8 Zentimeter. Die überall mit Haaren besetzten Triebe weisen einen Durchmesser von 2 bis 3 Millimeter auf. Die aufsteigenden Zweige sind breit spreizend. Ihre verkehrt eiförmigen, gerundeten, behaarten Laubblätter sind 12 bis 18 Millimeter lang und 5 bis 7 Millimeter breit. Sie sind allmählich in einen undeutlichen Stiel verschmälert. In der Mitte oder oberhalb von ihr ist die Blattspreite am breitesten.

### Generative Merkmale
Der Blütenstand ist wenigblütig. Die sechs- bis siebenzähligen Blüten stehen an einem 3 bis 4 Millimeter langen Blütenstiel und weisen einen Durchmesser von 7 bis 8 Millimeter auf. Ihre Kelchblätter sind dicht behaart. Die lanzettlichen, zugespitzten Kronblätter tragen ein aufgesetztes Spitzchen. Sie sind 3 bis 4 Millimeter lang und in der Regel kürzer als die Kelchblätter. Ihre Spitze ist purpurn gefärbt.

## Systematik und Verbreitung
Aichryson brevipetalum ist auf La Palma verbreitet. 
Die Erstbeschreibung durch Robert Lloyd Praeger wurde 1928 veröffentlicht.
Aichryson brevipetalum ähnelt Aichryson parlatorei sehr und ist möglicherweise artgleich.

## Nachweise